# Le Torquesne
Le Torquesne è un comune francese di 435 abitanti situato nel dipartimento del Calvados nella regione della Normandia.

## Società

### Evoluzione demografica
Abitanti censiti